# الکساندر مانتسویچ
الکساندر مانتسویچ (اوکراینی: Олександр Васильович Манцевич؛ ۱ ژوئن ۱۹۶۰ – ۱ نوامبر ۲۰۰۰) قایقران روئینگ اهل اوکراین بود.